# 卡洛伍德太平洋鐵路
卡洛伍德太平洋鐵路（英語：Carolwood Pacific Railroad）是條軌道間距為184毫米的載人微型鐵路，由華特·迪士尼營運，位於加利福尼亞州洛杉磯荷爾貝山自家後院。鐵路賣點是1:8比例由活蒸氣推動的機車莉莉貝萊號，它由華特迪士尼製片廠機械工場團隊打造，以迪士尼妻子莉蓮·迪士尼為名來向她致敬。1949年12月24日，迪士尼首次試行了機車及煤水車。迪士尼畢生對於火車的痴迷，以及他對微型模型的興趣，促成了卡洛伍德太平洋鐵路誕生。鐵路於1950年投入運營，它全長797米，包含橋樑隧道等設施，並圍繞整個宅邸。鐵路啟用的消息經媒體報導後，吸引了不少遊客慕名前來，迪士尼會邀請他們乘坐火車，有時更會讓他們嘗試駕駛。但是，火車在1953年初脫軌，導致遊客受傷，迪士尼擔心未來可能會再生事故，於是關閉鐵路。
卡洛伍德太平洋鐵路啟發迪士尼將鐵路納入加利福尼亞州安那翰的迪士尼樂園景點設計中。現時，鐵路景點在世界各地的迪士尼樂園內已是司空見慣。位於宅邸後院的穀倉曾經是鐵路控制中心，現已搬遷至洛杉磯格里斐斯公園的活蒸氣火車鐵路博物館。莉莉貝萊號、守車、部分貨車於旧金山的華特迪士尼家族博物館展出，另有兩輛車輛展於華特迪士尼世界的旅館。

## 歷史

鐵路佈局

卡洛伍德太平洋鐵路的擁有人華特·迪士尼是位鐵路迷，他自幼便想成為列車駕駛，就像父親堂兄弟邁克·馬丁（Mike Martin）在艾奇遜、托皮卡和聖塔菲鐵路駕駛正线列車一樣。迪士尼的父親埃利亞斯·迪士尼是聯合太平洋鐵路的軌道安裝人員。十幾歲時，迪士尼在密蘇里太平洋鐵路當報童，在火車上向乘客出售報紙、糖果、雪茄以及其他產品，但有時他會在火車行駛途中翻過煤水車並進入列車駕駛室。迪士尼會以嚼煙賄賂駕駛和司爐，他們則向迪士尼展示如何操作列車。
熱愛打馬球的迪士尼經常在比賽受傷，私人醫生甚至發現他多處椎骨骨折，因而建議他發掘另一項危險性較低的娛樂活動。後來，迪士尼對火車重拾興趣，並在1947年底購入了數套萊昂內爾公司的火車。到了1948年，在觀察了數位愛好者的火車和後院鐵路佈局後，迪士尼對火車的興趣便不再局限在一般模型火車上，而是擴展至大型可乘坐的小火車。華特迪士尼公司動畫師奧利·約翰斯頓和沃德·金博爾均是啟發迪士尼的火車愛好者，前者擁有一條小火車鐵路，後者則擁有軌道間距為914毫米（3英尺）的全尺寸窄軌觀光鐵路「格里茲利弗拉茨鐵路」。
1949年6月1日，迪士尼在洛杉磯荷爾貝山購入了一幅佔地2.0公頃（5英畝）的空地。土地上有處面積約0.32公頃（0.8英畝）的峭壁，後方則是一片平坦的岩棚，迪士尼將此地命名為「嚴席德山谷」（Yensid Valley）。英語名稱Yensid是Disney的倒拼。迪士尼打算在土地上修建新的家族宅邸，並在後院鋪設精心設計的鐵路。計劃中，鐵路長797（2,615英尺），軌道間距為184毫米（7+1⁄4英寸），帶有11個道岔，另設緩坡、架空道路、排架橋、路堤，佈局將會包圍整個宅邸。然而，妻子莉蓮·迪士尼反對部分佈局，認為這會妨礙她建設花園的計劃。最終，他在妻子的花園區域修建S型隧道作妥協。在華特迪士尼製片廠律師的幫助下，迪士尼與妻子簽訂了開玩笑式的法律合同，並由女兒們見證，確立他擁有和經營鐵路路權的權利。為鐵路命名時，他參考了宅邸地址卡洛伍德大道355號，於是起名「卡洛伍德太平洋鐵路」（CPRR）。修建鐵路共花費5萬美元，其中佈局和鐵道機車車輛的成本各佔一半。

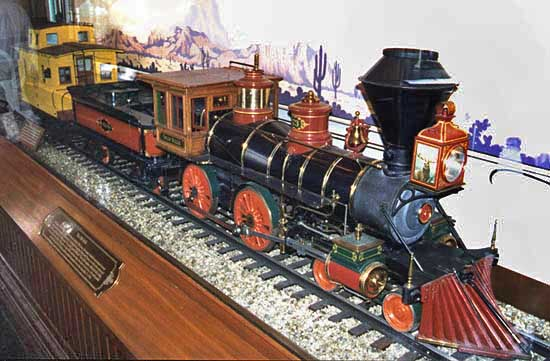
1993年，莉莉貝萊號與守車於迪士尼樂園鐵路的美國大街車站展出

鐵路機車莉莉貝萊號（Lilly Belle）是這條鐵路的特色，它的比例屬1:8，由活蒸氣推動，羅傑·E·布羅吉領導的華特迪士尼製片廠機械工場團隊打造，並以迪士尼妻子為名來向她致敬。迪士尼在鐵路歷史學家傑拉德·M·貝斯特家中看到具有相同設計的小型機車模型後，便敲定了機車設計。機車直接基於中太平洋鐵路在1872年重建的4-4-0蒸汽機車——中太平洋鐵路173型機車的藍圖副本來製作。卡洛伍德太平洋鐵路的縮寫CPRR與中太平洋鐵路相同，後者是其中一間在1869年協助完成第一條橫貫大陸鐵路的公司。在布羅吉的指導下，迪士尼幫忙製作了莉莉貝萊號的數個部件，包括煙囪和前照燈。布羅吉團隊負責大部分的機械加工，迪士尼則親自打造木製駕駛室。1949年12月24日，在工作室舉辦的聖誕晚會上，迪士尼當著工作人員面前，首次於小環形軌道上試行莉莉貝萊號及煤水車。煤水車可以攜帶最多13公升（3.5美制加侖）的水和4.5（10英磅）的煤，這些煤會被壓碎成大小合適的煤塊，為機車提供燃料。1950年5月7日，迪士尼首次在卡洛伍德太平洋鐵路上運行莉莉貝萊號。
卡洛伍德太平洋鐵路火車由六輛飾有鑄件和木紋圖案的敞篷貨車組成，它們均是機械工場團隊出品。除此之外，鐵道機車車輛還有兩輛棚车、兩輛牲口車、一輛平台貨車、一輛製片廠道具組出品的木製守車。迪士尼對細節處理並不馬虎，他在守車內部放置了掛在牆上的日曆、掃帚、可運作的大肚爐，可見他對微型模型的迷戀。除了框架和轉向架外，迪士尼還以一己之力建造了整個守車。除守車外，所有車輛在不使用時都存放在卡洛伍德太平洋鐵路的隧道內。
卡洛伍德太平洋鐵路的守車存放在特殊的穀倉中，迪士尼會在此地監視和控制鐵路軌道。穀倉設計以1949年迪士尼製作的電影《心花朵朵開》中某個場景為原型，同時喚起了他對密蘇里州馬塞林家庭農場相近穀倉的孩提回憶。穀倉設有調度集中系統，上面的數盞燈則用於顯示鐵路沿線上火車的位置。系統也可以透過電力控制鐵路轉轍器。
數本雜誌刊登了有關卡洛伍德太平洋鐵路的文章，包括1951年9月號《展望》，這引來不少對鐵路感興趣的遊客到訪迪士尼宅邸，迪士尼也邀請他們乘坐並偶爾駕駛火車。莉莉貝萊號的牽引力超過8,900牛頓（2,000英磅力），足以拉動一列載有12名成年乘客的車卡。火車沒有鐵路制動裝置，若要快速停止，只能把它設置為倒車。1953年初，有遊客在彎道駕駛莉莉貝萊號時開得太快，導致火車脫軌。莉莉貝萊號倒在一邊，哨笛斷裂，並在地上噴出蒸汽，一名五歲女童穿越蒸汽時被燙傷，並在她腿上留下輕微的燒傷痕跡。事件過後，迪士尼擔心未來可能會再生事故，於是決定關閉鐵路，並把火車存放於製片廠的機械工場內。1964年，迪士尼拆除了卡洛伍德太平洋鐵路的軌道。

## 影響

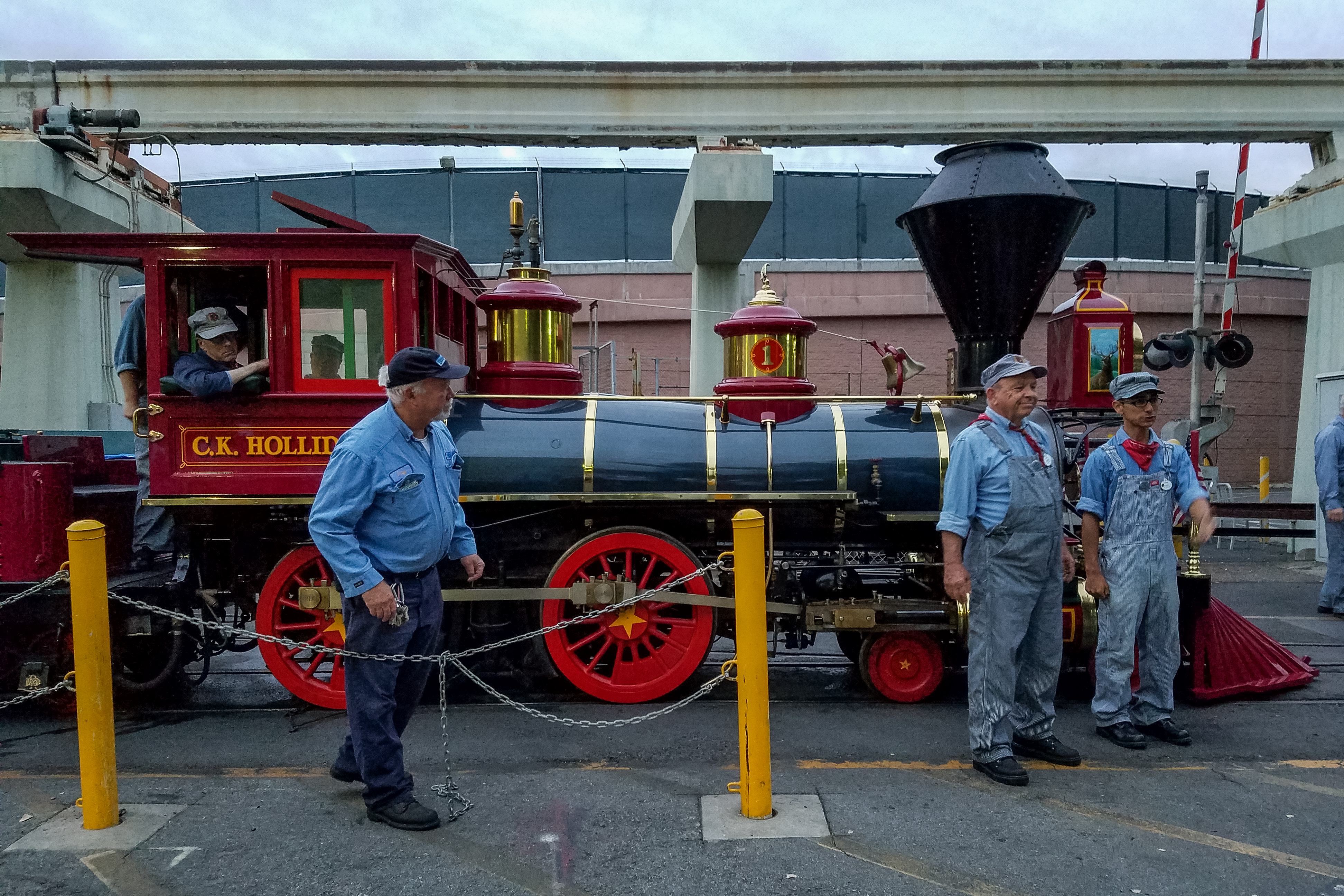
在外觀上，迪士尼樂園鐵路的1號機車「C.K. Holliday」與卡洛伍德太平洋鐵路的莉莉貝萊非常相似

華特·迪士尼認為卡洛伍德太平洋鐵路啟發了他設計和創辦位於加利福尼亞州安那翰的迪士尼樂園。在樂園的早期概念設定中，迪士尼打算把卡洛伍德太平洋鐵路當作景點，由火車運載乘客穿越迷你模型城鎮和景觀。小凱西馬戲團火車是另一條設於迪士尼樂園的鐵路，同時也是園內景點，可運載乘客穿越多套迪士尼動畫電影的微型場景。公園另一個早期設計包括環繞它的窄軌蒸汽鐵路，而這個特徵在最終設計中獲保留。1955年7月17日，迪士尼樂園以及迪士尼樂園鐵路正式啟用。迪士尼樂園鐵路的1號機車與卡洛伍德太平洋鐵路的莉莉貝萊使用同一藍圖來設計，因此它們非常相似。位於佛羅里達州奧蘭多華特迪士尼世界度假區的神奇王國、日本東京迪士尼樂園、法國巴黎迪士尼樂園都設有蒸汽鐵路。
1950年，迪士尼成立了在法律上獨立於華特迪士尼製作公司的華特迪士尼微型鐵路（Walt Disney Miniature Railroad），並透過它出售莉莉貝萊號的藍圖副本予鐵路模型愛好者。該公司於1952年演變為華特迪士尼公司（Walt Disney, Inc.），再於1953件更名為WED企業（WED Enterprises），負責為迪士尼樂園和後來的華特迪士尼世界開發遊樂設施和景點。1965年，華特迪士尼製作公司收購了WED企業，並於1986年把它更名為華特迪士尼幻想工程。據雜誌《洛杉磯》報導，卡洛伍德太平洋鐵路的穀倉被人們稱作「幻想工程的發源地」。
除了啟發迪士尼主題公園的鐵路景點外，卡洛伍德太平洋鐵路還成為1951年迪士尼動畫短片《不合比例》的靈感來源，當中描繪了唐老鴨在他的後院運行小火車。鐵路火車也在1950年代亮相於數部迪士尼電視特別節目內。

## 保存

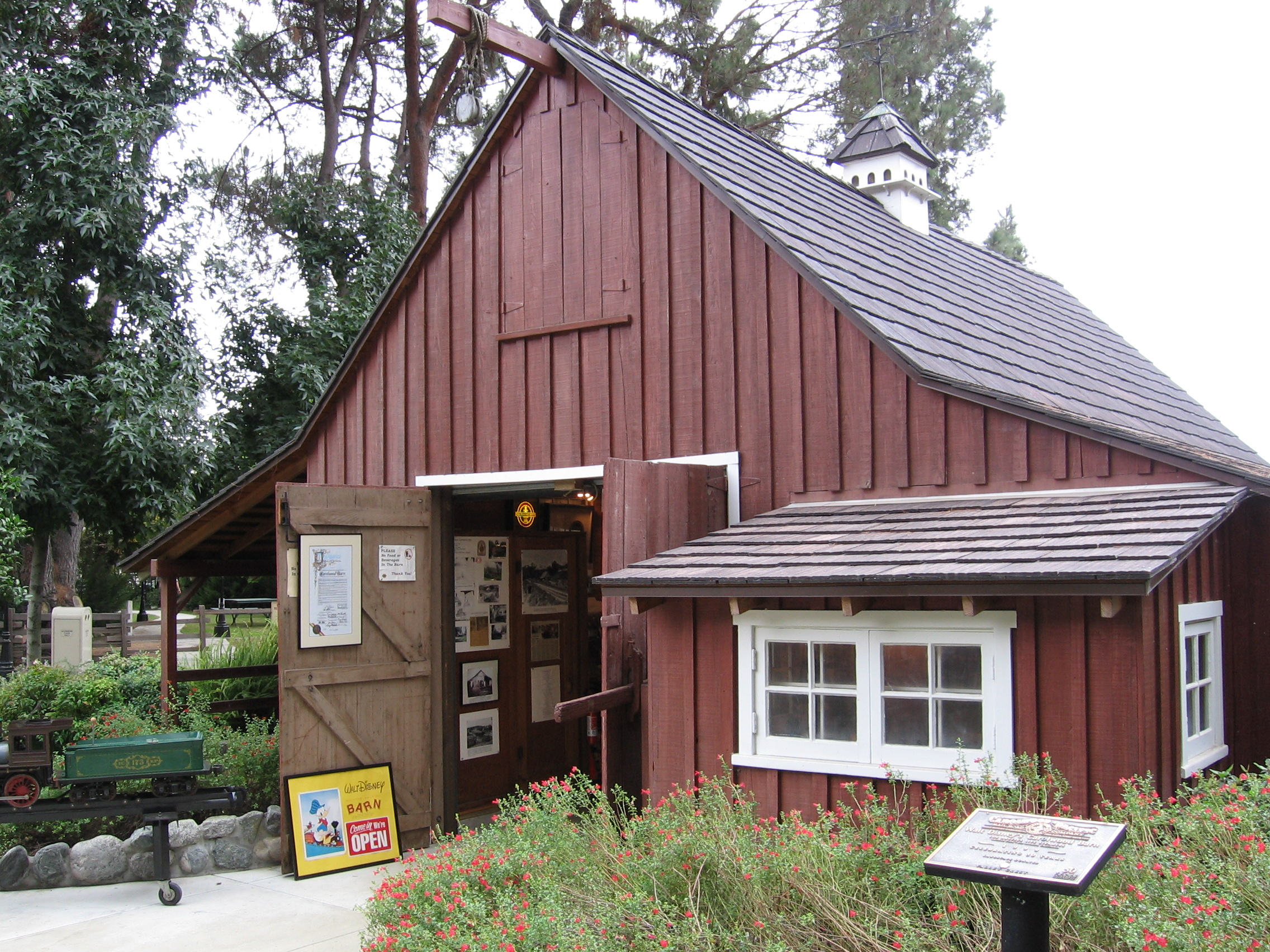
迪士尼的卡洛伍德穀倉現保存於洛杉磯活蒸氣火車鐵路博物館

1965年，華特·迪士尼把長460（1,500英尺）的卡洛伍德太平洋鐵路軌道以及排架橋，贈予由一群微型蒸汽火車愛好者創立的公益非牟利組織「洛杉磯活蒸氣火車」（Los Angeles Live Steamers）。迪士尼同時是該組織的創始成員。1966年10月22日，成員們在格里斐斯公園的洛杉磯活蒸氣火車鐵路博物館內慶祝成功重新安裝卡洛伍德太平洋鐵路軌道，利用該軌道的鐵路線則被稱為迪士尼環線。此事發生在迪士尼辭世（1966年12月15日）前數週。1968年，莉蓮·迪士尼把卡洛伍德太平洋鐵路的剩餘軌道捐贈給「洛杉磯活蒸氣火車」。迪士尼環線上原有的卡洛伍德太平洋鐵路軌道已被移除，取而代之的是更新更耐用的軌道。
1997年莉蓮·迪士尼去世後，迪士尼宅邸（包括鐵路所在區域）被掛牌出售。墨西哥投資者加布里埃爾·布雷納（Gabriel Brener）於1998年購入房產，但由於房子有含鉛油漆、鉛製管道、石棉、地基薄弱等問題，布雷納只能把整棟建築夷爲平地。卡洛伍德太平洋鐵路的隧道在2013年時仍然存在。2014年，布雷納把房產售予一位身份不明的國際買家。
1999年，迪士尼的卡洛伍德穀倉（即前卡洛伍德太平洋鐵路的控制中心）搬遷至洛杉磯活蒸氣火車鐵路博物館。曾負責迪士尼宅邸和數個迪士尼主題公園的景觀設計師摩根·「比爾」·埃文斯，安排華特迪士尼幻想工程為穀倉新址提供景觀設計方案。同年7月19日，迪士尼女兒戴安娜·迪士尼·米勒出席了穀倉的重新啟用典禮。
自2009年起，莉莉貝萊號、守車、部分貨車一直於旧金山的華特迪士尼家族博物館展出。此外，華特迪士尼世界維德尼斯旅館波爾德嶺別墅的卡洛伍德太平洋鐵路廳還展出了兩輛鐵路車輛。

## 外部連結
- Carolwood Society （页面存档备份，存于）（英文）

34°05′05″N 118°25′46″W / 34.0848°N 118.4294°W